# Bégaszederjes
Bégaszederjes (románul: Sudriaș) település Romániáűban, a Bánságban, Temes megyében.

## Fekvése
Temesvártól keletre, Lugostól északkeletre, a Béga mellékfolyója mellett, Bégaszuszány és Bozsor közt fekvő település.

## Története
Bégaszederjes nevét 1371-1372-ben Zederies néven említette először oklevél.
1383-ban Scederyes, 1388-ban Zederyes, 1390-ben Scederyes, 1658-ban Szudre, 1723-ban Sudriasch, 1808-ban Szedrias, Szudrias, 1851-ben Szudriás, 1913-ban Bégaszederjes néven írták.
1910-ben 634 lakosából 51 magyar, 577 román volt. Ebből 52 római katolikus, 577 görögkeleti ortodox volt.
A trianoni békeszerződés előtt Krassó-Szörény vármegye Bégai járásához tartozott.

## Források

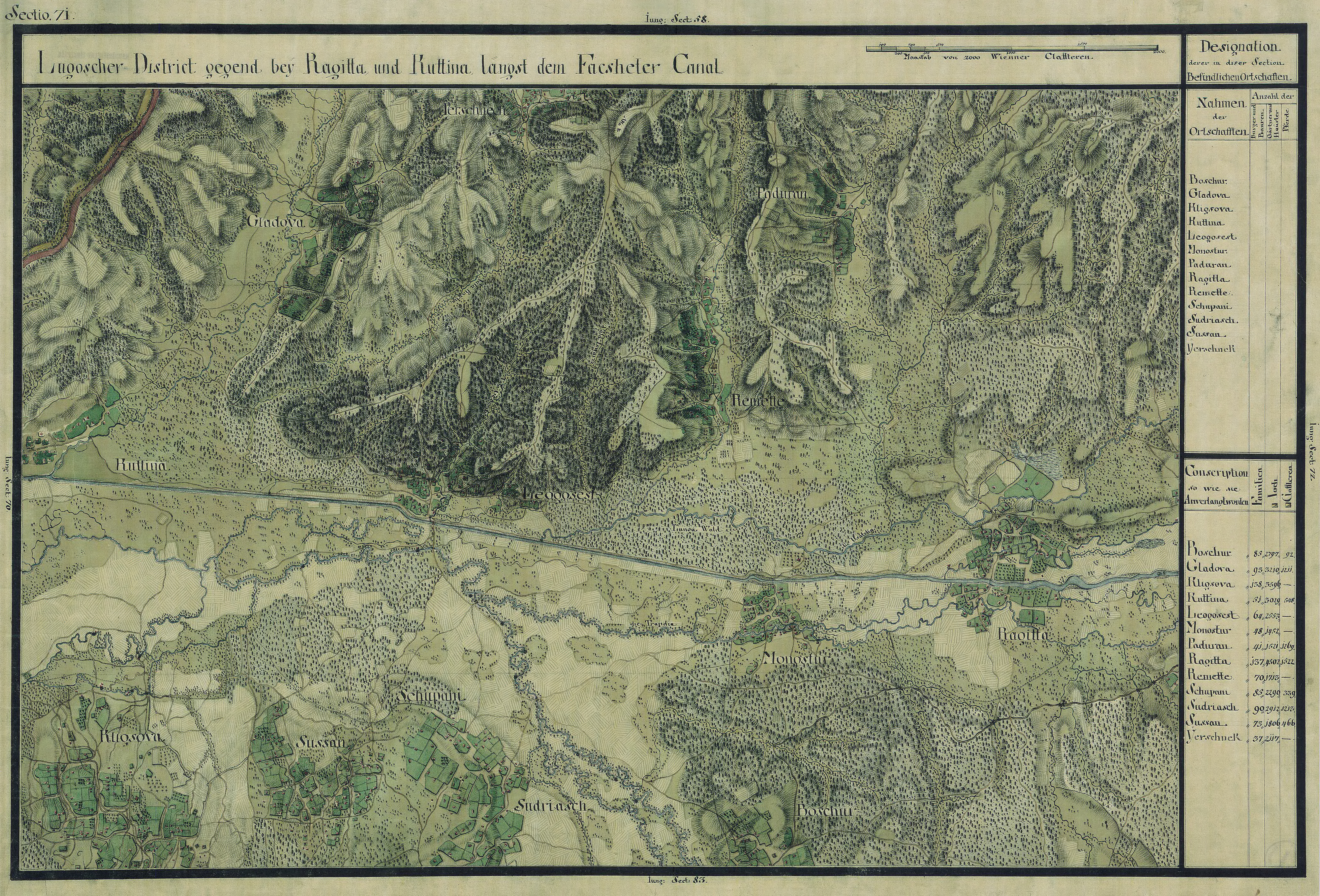
Bégaszederjes egy régi katonai térképen